# Saint-Maurice (Valais)
Pour les articles homonymes, voir Saint-Maurice.
Saint-Maurice est une commune suisse du canton du Valais, située dans le district homonyme dont elle est le chef-lieu.

## Géographie

### Situation
Le territoire de Saint-Maurice s'étend sur 14,94 km2. Lors du relevé de 2013-2018, les surfaces d'habitations et d'infrastructures représentaient 17,6 % de sa superficie, les surfaces agricoles 16,2 %, les surfaces boisées 45,6 % et les surfaces improductives 20,5 %.

### Transports
La gare de Saint-Maurice est ouverte en 1859. 
Saint-Maurice est reliée par l'autoroute A9. Un premier tronçon d'autoroute est inauguré près de Saint-Maurice, entre Evionnaz et Martigny le 15 décembre 1981. Il faut attendre le 6 juin 1988 pour que le tronçon depuis Bex rejoigne Saint-Maurice. Ce délai s'explique en partie par la construction des tunnels d'Arzillier et des ponts sur le Rhône en conservant l'intégrité du territoire de Lavey-les-Bains et sans toucher aux fortifications Dufour, ainsi que la galerie couverte protégeant Saint-Maurice des nuisances sonores.
Un projet de téléphérique dévoilé le 12 décembre 2023 pourrait voir le jour entre Saint-Maurice et Vérossaz. Le projet n’est néanmoins encore qu’au stade des intentions, même si une étude de faisabilité a déjà été réalisée,.

## Histoire

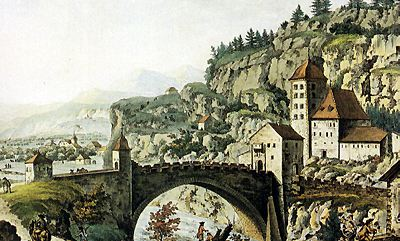
Saint-Maurice et son château (1782).

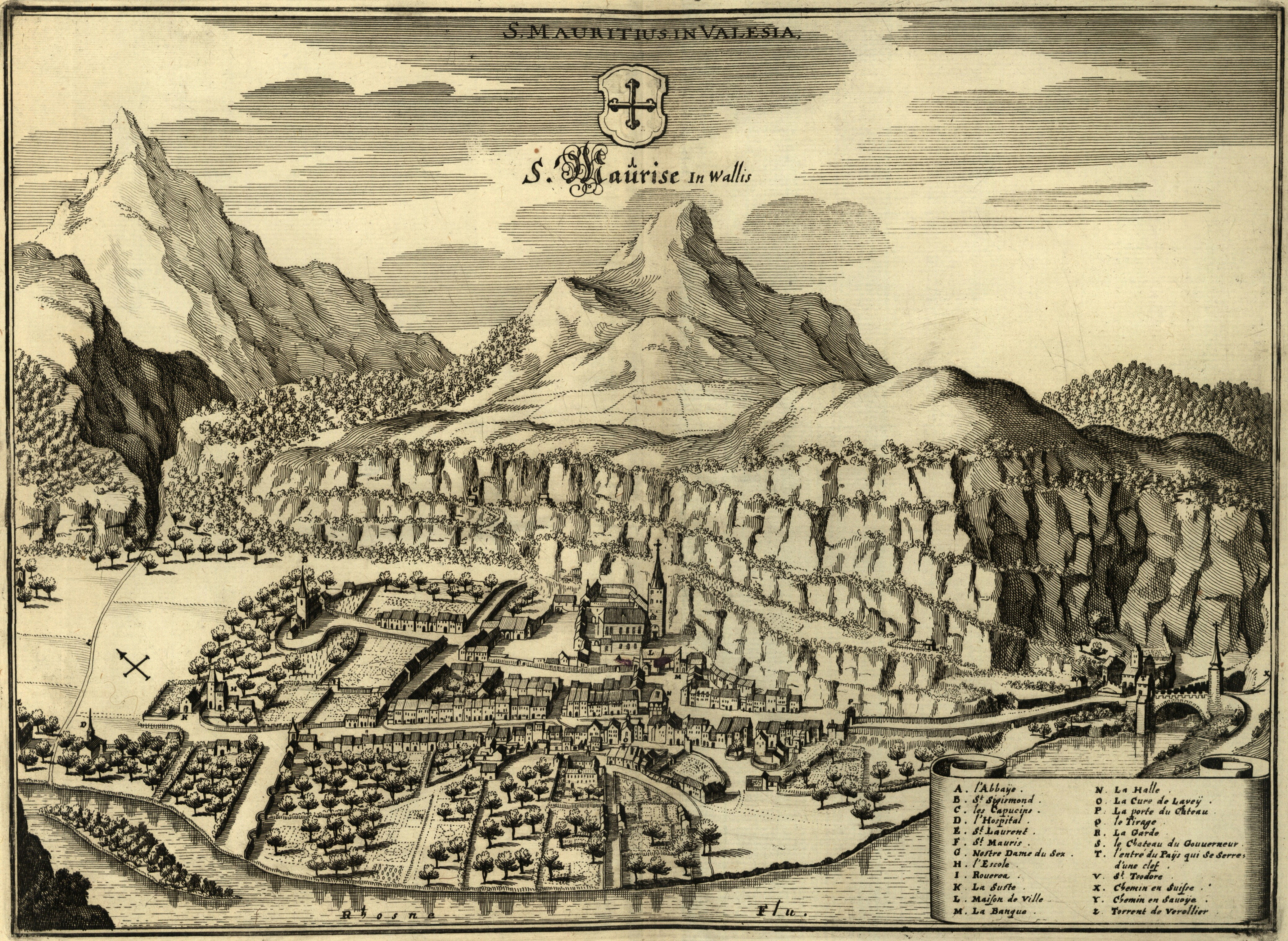
Vue de Saint-Maurice au XVIe siècle.

Habitée dès l'Antiquité, elle était connue à l'époque romaine sous le nom d’Agaune (Acaunum). 
Lieu du légendaire massacre de la légion thébaine, elle a pris le nom de son chef, Maurice, Noir venu d'Égypte.
Elle est le siège d'une importante abbaye, l'abbaye de Saint-Maurice d'Agaune, fondée en 515 sur le lieu de la tombe des martyrs de la Légion thébaine. C'est le plus ancien monastère d'Occident en activité sans réelle interruption. 
Avant le VIe siècle, la passe de Saint-Maurice (clusa Santi Mauritii) est défendue par une porte que doit emprunter la seule route traversant ce défilé. Un péage y est établi, le château de Saint-Maurice et sur le roc voisin s'élève une tour ronde servant à signaler les convois de pèlerins.
Au Xe siècle, Saint-Maurice est la capitale de la Bourgogne transjurane. En 1349, un quart de la population agaunoise périt à la suite de l'épidémie de peste.
Depuis le début du XVIIe siècle, la ville abrite un couvent de frères mineurs capucins. C'est durant l'été et l'automne 1602 que les premiers capucins (ils ne sont que deux) prêchent dans le Chablais valaisan. Ils venaient de Thonon et étaient envoyés par François de Sales, afin de repousser le protestantisme hors du Valais. Ils s'installent dans un premier temps en dehors de la ville (maison et chapelle de Saint-Laurent, dès 1611), puis construisent leur propre couvent, à l'intérieur des murs cette fois, dès 1639. L'église est consacrée le 30 novembre 1656. Une communauté de capucins occupe toujours les lieux. 
Le 23 février 1693, un grand incendie détruit la ville. Le feu était parti de l'abbaye.
Elle est la première ville du Valais à planter un arbre de la liberté. Le 2 janvier 1798, Michel Ange Mangourit, chargé d'affaires (résident) de la République française arrive à Saint-Maurice. Le 28 janvier, le peuple proclame son indépendance et plante l'arbre de la liberté. Depuis 1475, le Bas-Valais était pays sujet des Sept-Dizains (Haut-Valais) et Saint-Maurice était le lieu de résidence du gouverneur haut-valaisan qui représentait le Bas-Valais à la Diète à Sion. De 1810 à 1814, Saint-Maurice est chef-lieu d'un arrondissement du département du Simplon.
Saint-Maurice est une des étapes de la Via Francigena, chemin de pèlerinage menant à Rome. Elle est mentionnée à ce titre par Sigéric, en 990, avec la mention LI Sce Maurici (numéro d'étape en partant de Rome). Elle est également citée par Nikulas de Munkathvera dans le Leiðarvísir, itinéraire rédigé vers 1154.
Lors de travaux de réfection de la route cantonale passant par la commune, une église datant du premier millénaire est découverte sous la route, devant la basilique actuelle.

Photo aérienne (1971).

Depuis le 1er janvier 2013, la fusion avec la commune limitrophe de Mex est effective. Cette fusion a été acceptée en votation populaire lors du scrutin du 27 novembre 2011, par 72 % à Mex et 88 % à Saint-Maurice, après avoir été validée par le gouvernement et le parlement valaisan. 
En 2013, des fouilles ont été menées sur le site de l'abbaye de Saint-Maurice par l'archéologue valaisanne Alessandra Antonini.
Au 31 décembre 2003, elle comptait 3 879 habitants mais dispose d'infrastructures pour 10 000[réf. souhaitée].

## Politique

### Liste des présidents
| Période                                  | Période          | Identité               | Étiquette    | Qualité                      |
| ---------------------------------------- | ---------------- | ---------------------- | ------------ | ---------------------------- |
| 15 février 1848                          | 20 janvier 1850  | Antoine-Joseph Amacker | Conservateur | Officier et major            |
| 20 janvier 1850                          | 27 janvier 1850  | Adrien Bertrand        |              | Notaire                      |
| 27 janvier 1850                          | 15 février 1852  | Louis Riche            | Libéral      | Notaire                      |
| 15 février 1852                          | 6 mars 1853      | Jean-Baptiste Gay      |              | Avocat et notaire            |
| 6 mars 1853                              | 28 janvier 1855  | Louis Barman           | Radical      | Officier et colonel          |
| 28 janvier 1855                          | 30 décembre 1860 | Louis Riche            | Libéral      | Notaire                      |
| 30 décembre 1860                         | 7 juillet 1861   | Louis Barman           | Radical      | Officier et colonel          |
| 7 juillet 1861                           | 11 décembre 1864 | Camille de Werra       | Conservateur | Avocat                       |
| 11 décembre 1864                         | 29 décembre 1872 | Louis Barman           | Radical      | Officier et colonel          |
| 29 décembre 1872                         | 3 janvier 1875   | Gustave de Werra       |              |                              |
| 3 janvier 1875                           | 8 décembre 1878  | Joseph de Cocatrix     |              | Officier et instructeur      |
| 8 décembre 1878                          | 14 décembre 1884 | Jules de Stockalper    |              |                              |
| 14 décembre 1884                         | 9 décembre 1888  | Charles de Stockalper  | Conservateur | Banquier                     |
| 9 décembre 1888                          | 1905             | Maurice de Werra       |              | Rentier et zouave pontifical |
| 1905                                     | 6 décembre 1908  | Henri de Bons          |              |                              |
| Les données manquantes sont à compléter. |                  |                        |              |                              |

### Jumelage
- Saint-Maurice (France) depuis le 30 mai 1956
- Obersiggenthal (Suisse) depuis 2004

Saint-Maurice est jumelée avec la commune française de Saint-Maurice (Val-de-Marne) depuis le 30 mai 1956. Des échanges de jeunes sont organisés depuis 1958. Ces échanges se sont effectués sans discontinuer et chaque année ce sont trente enfants qui sont reçus durant quinze jours dans des familles d'accueil, deux semaines en Suisse pendant l'hiver et deux semaines en France pendant l'été.
La commune également jumelée avec Obersiggenthal/Baden dans le canton d'Argovie) depuis 2004, des échanges linguistiques avait eu lieu à partir de 2001 avec les classes du cycle d'orientation.

## Population

### Gentilés et surnom
Les habitants de la commune se nomment les Agaunois ou les Saints-Mauriards, quelquefois les Saints-Mauriçois ou Mauriçois.
Ils sont surnommés les Peca-Porè, soit ceux qui mangent des poireaux en patois valaisan.

### Démographie

#### Évolution de la population
Saint-Maurice compte 4 540 habitants au 31 décembre 2022 pour une densité de population de 304 hab/km2. Sur la période 2010-2019, sa population a augmenté de 4,9 % (canton : 10,5 % ; Suisse : 9,4 %).  

#### Pyramide des âges
En 2020, le taux de personnes de moins de 30 ans s'élève à 33,9 %, au-dessus de la valeur cantonale (31,7 %). Le taux de personnes de plus de 60 ans est quant à lui de 23,2 %, alors qu'il est de 26,6 % au niveau cantonal.
La même année, la commune compte 2 217 hommes pour 2 301 femmes, soit un taux de 49,1 % d'hommes, inférieur à celui du canton (49,6 %).
| Hommes | Classe d’âge | Femmes |
| ------ | ------------ | ------ |
| 0,7    | 90 ans ou +  | 1,2    |
| 5,7    | 75 à 89 ans  | 9,6    |
| 14,4   | 60 à 74 ans  | 14,8   |
| 22,4   | 45 à 59 ans  | 21,9   |
| 21,9   | 30 à 44 ans  | 19,6   |
| 18,8   | 15 à 29 ans  | 17,6   |
| 16,0   | - de 14 ans  | 15,4   |

| Hommes | Classe d’âge | Femmes |
| ------ | ------------ | ------ |
| 0,5    | 90 ans ou +  | 1,2    |
| 7,5    | 75 à 89 ans  | 9,4    |
| 16,8   | 60 à 74 ans  | 17,7   |
| 22,2   | 45 à 59 ans  | 21,7   |
| 20,3   | 30 à 44 ans  | 19,4   |
| 17,7   | 15 à 29 ans  | 16,6   |
| 14,9   | - de 14 ans  | 14,1   |

## Culture et patrimoine

### Intérêt touristique et culturel
Outre le trésor de l'abbaye de Saint-Maurice et l'intérêt du lieu comme étape sur le pèlerinage de Rome (via Francigena), Saint-Maurice se distingue par sa grotte aux Fées. 
- Le château de Saint-Maurice ou château des Gouverneurs, véritable verrou sur la plaine et gardant l'accès vers le Valais central ainsi que le pont médiéval sur le Rhône du XIIe siècle menant à la rive vaudoise.
- La chapelle de Notre-Dame du Scex.
- Les forts de Cindey et de Scex, des anciens ouvrages d'artillerie sous roc de l'armée suisse.
- La Médiathèque Valais St-Maurice, à la fois une médiathèque générale d’étude et d’information, une médiathèque de lecture publique, un centre de documentation pédagogique et une médiathèque pour l’enseignement secondaire II.
- Le Marché Monastique de Saint-Maurice, réunissant des congrégations religieuses européennes, a lieu chaque année lors de la Saint Maurice.

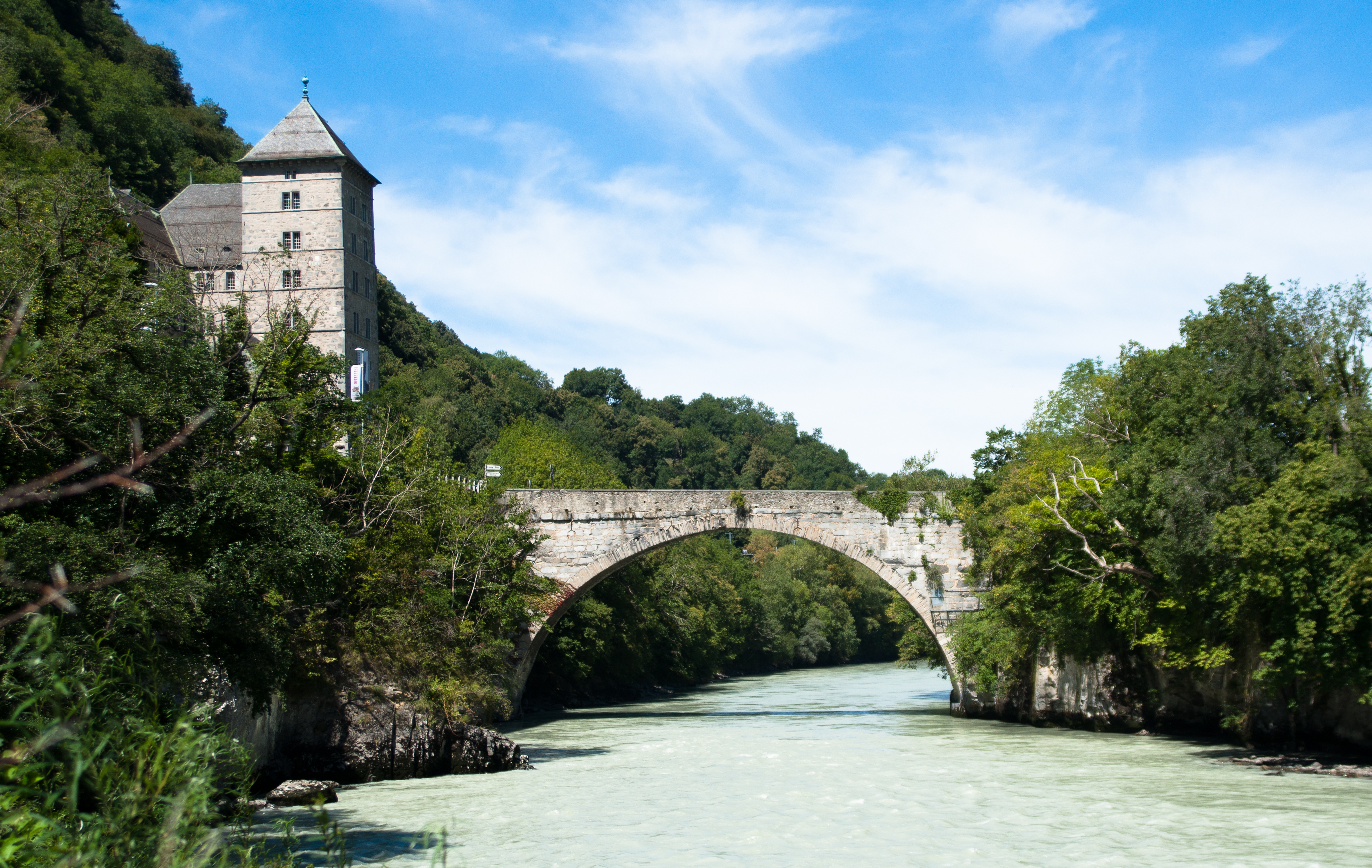
Le pont médiéval sur le Rhône et le château de Saint-Maurice.
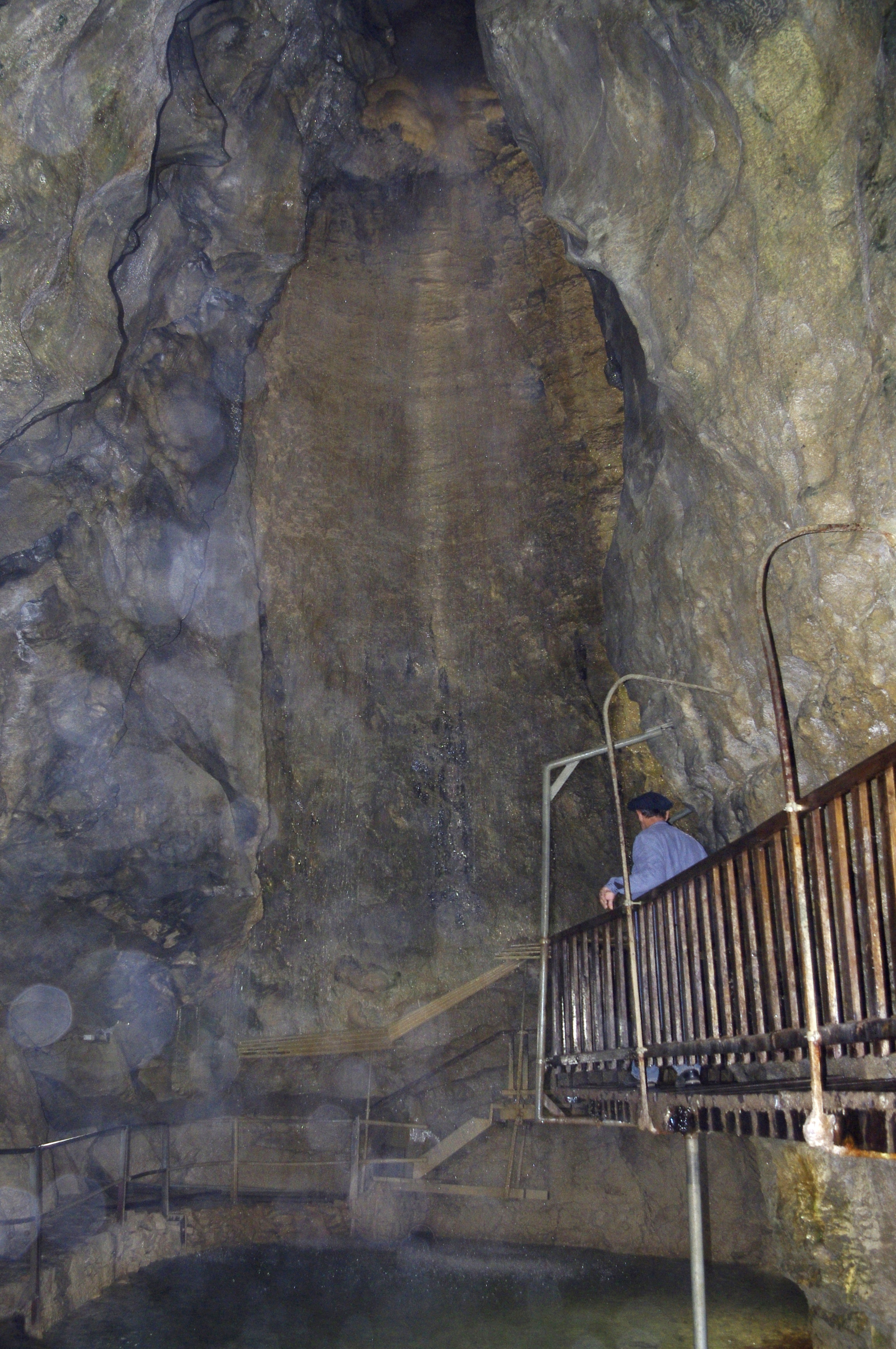
Le lac souterrain dans la Grotte aux Fées.
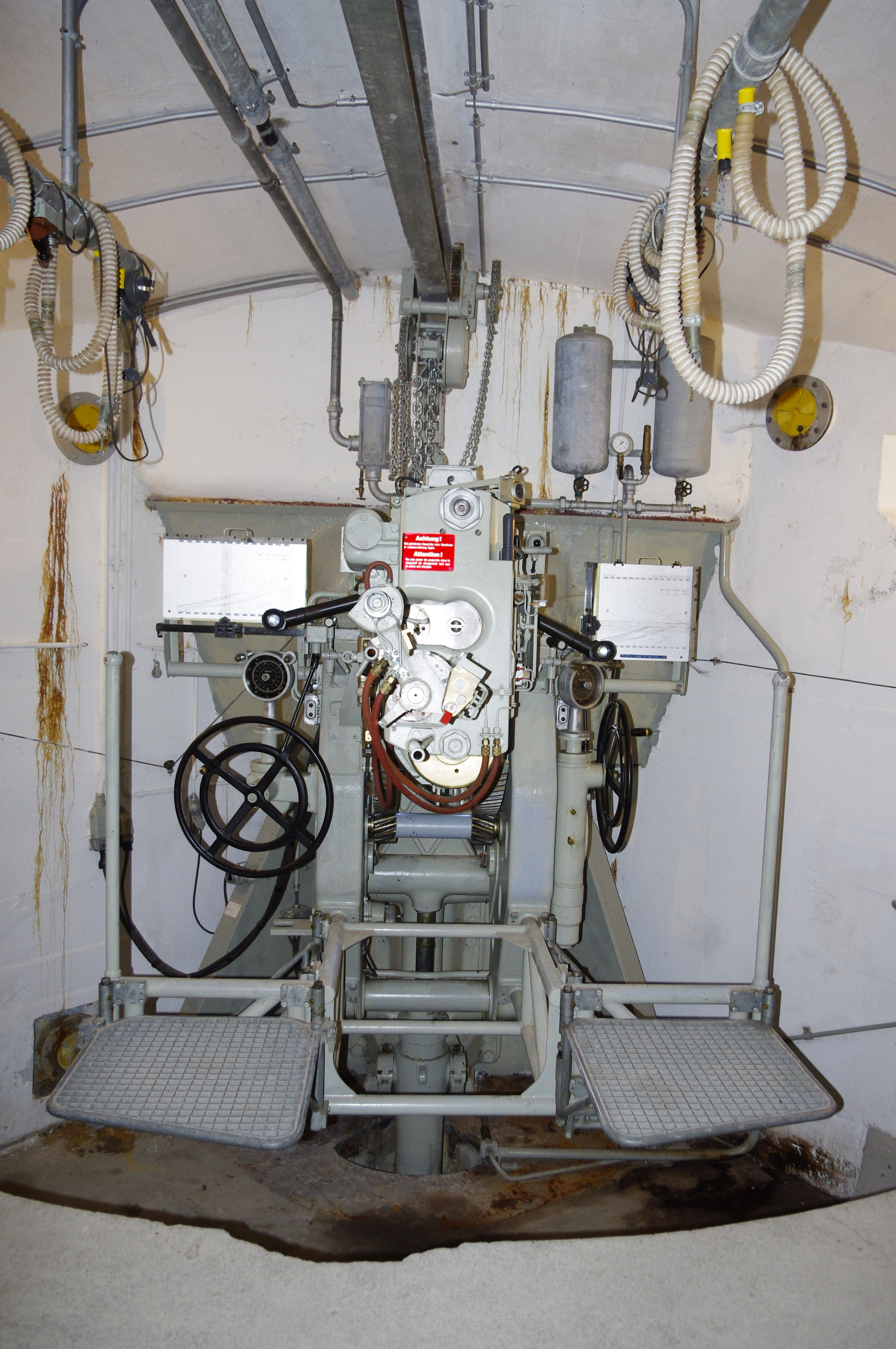
Un canon d'artillerie dans le fort Cindey.
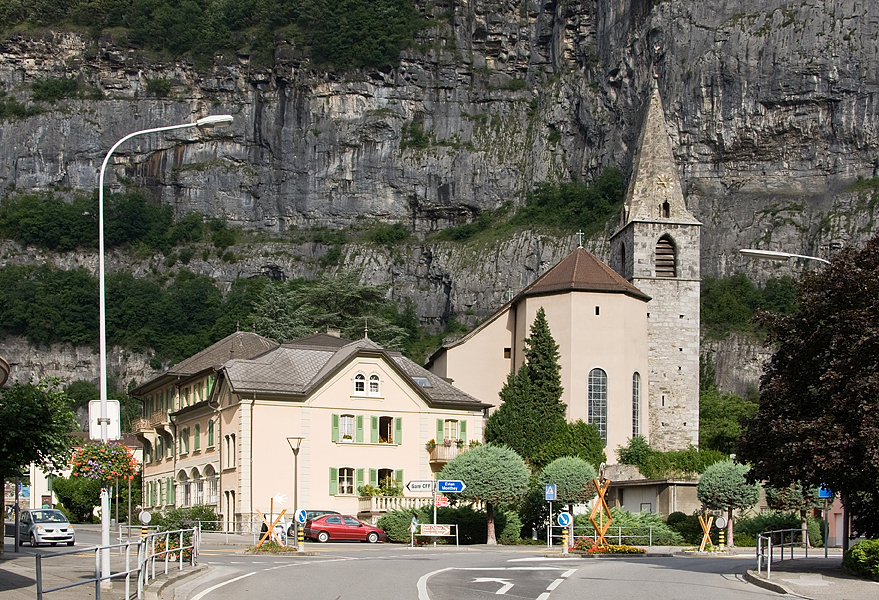
Vue de l'église de Saint-Maurice.

### Héraldique
| Blason | Blasonnement : « Parti d'azur et de gueules à la croix tréflée d'argent, brochant. » |

Les armoiries de Saint-Maurice sont attestées sur des bannerets dès 1434. La partition du champ date au moins du XVIIIe siècle. La croix tréflée est une référence à Maurice d'Agaune, qui la porte sur son bouclier sur les sceaux de l'abbé de Saint-Maurice Barthélemy Ier.

### Sources
- Gilbert Coutaz, « La ville de St-Maurice d'Agaune avant la Grande Peste. Étude d'histoire sociale d'après la liste des contribuables de 1303. Avec une étude linguistique du mot exeva (-na) », Vallesia, t. 34,‎ 1979, p. 175-278 (lire en ligne).
- Pierre Devanthey, Raphaël Berra, Jean-Marc Biner, Lucien Quaglia, Albano Hugon, Jacques Calpini, Erasme Pitteloud et Michel Salamin, État du conseil municipal et du conseil bourgeoisial des chefs-lieux de district du Valais Romand (1848-1965), 1966 (lire en ligne).
- Jean-Luc Rouiller, « Le Valais par les dates : une chronologie des origines à nos jours », dans Annales valaisannes, 1999, p. 102, 151, 152, 162, 170.
- « Mémoires de l'institut genevois », 1856, p. 30 Google livres
- [NBAV 1982] Notices biographiques des autorités valaisannes : Deuxième partie, Vallesia, 1982, 242-406 p. (lire en ligne).

### Fonds d'archives
- Fonds : Saint-Maurice, Commune / Bourgeoisie (XIIIe siècle-XXe siècle) [57,15 mètres].  Cote : CH AEV, AC/AB Saint-Maurice. Sion : Archives de l'État du Valais (présentation en ligne).